# Perrex
Perrex település Franciaországban, Ain megyében. Lakosainak száma 861 fő (2022. január 1.). Perrex Biziat, Mézériat, Saint-Cyr-sur-Menthon, Saint-Genis-sur-Menthon, Saint-Jean-sur-Veyle és Vonnas községekkel határos.

## Népesség
A település népességének változása:
| Lakosok száma | 506  | 606  | 714  | 816  | 789  | 810  | 838  | 842  | 844  | 861  |
|               | 1968 | 1982 | 1990 | 2006 | 2013 | 2015 | 2017 | 2019 | 2020 | 2022 |